# 브랜든 우라노위츠

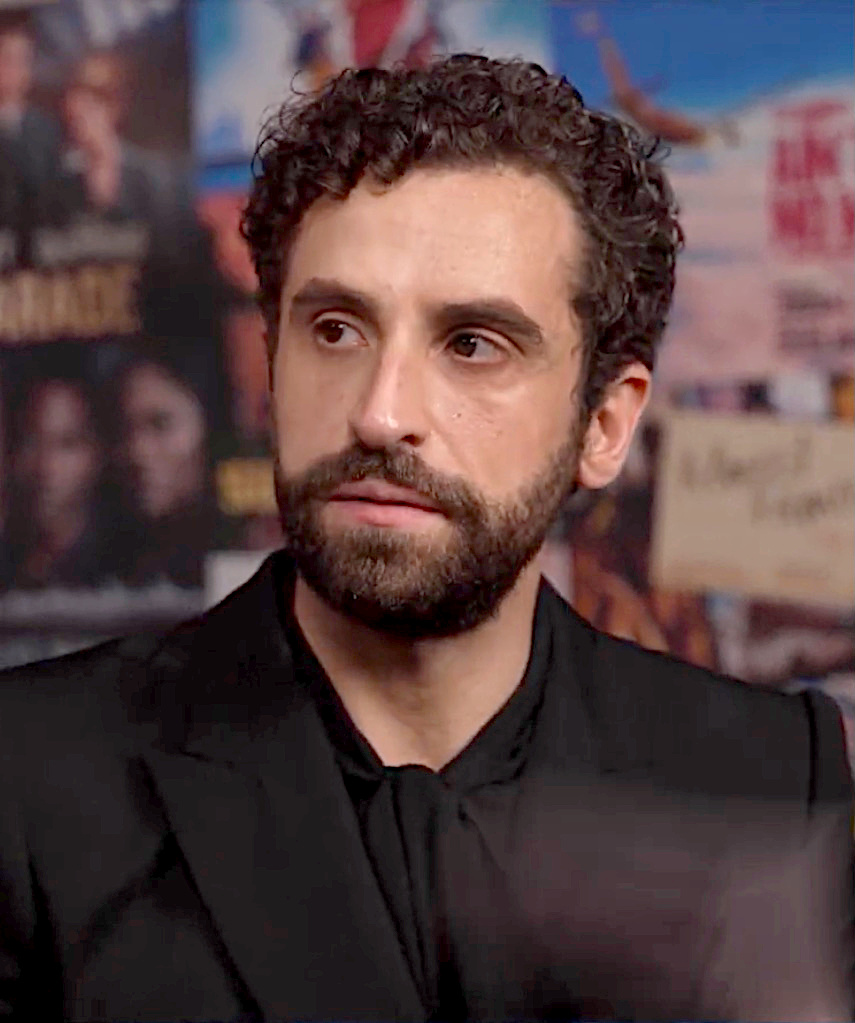

브랜든 우라노위츠(Brandon Uranowitz, 1986년 7월 9일 ~ )는 캐나다의 배우, 연극 배우, 텔레비전 배우이다.
리빙스턴에서 태어났다.

## 영화
- 스테이지 프라이트 (2014년) - 아티 게츠 역